# Coccoloba goldmanii
Coccoloba goldmanii là một loài thực vật có hoa trong họ Rau răm. Loài này được Standl. mô tả khoa học đầu tiên năm 1922.